# أبيجيل فلمور
أبيجيل فليمور (بالإنجليزية: Abiagail Fillmore) ولدت في ( 13 مارس 1798م - وتوفيت في 30 مارس 1853م )، زوجة رئيس الولايات المتحدة الثالث عشر ميلارد فيلمور، والسيدة أولى للولايات المتحدة الأمريكية من 9 يوليو 1850 حتى 4 مارس 1853.